# NGC 5402
NGC 5402 (również PGC 49712 lub UGC 8903) – galaktyka spiralna (S?), znajdująca się w gwiazdozbiorze Wielkiej Niedźwiedzicy. Odkrył ją William Herschel 24 kwietnia 1789 roku. Jest zaliczana do radiogalaktyk.